# Elecciones generales de San Vicente y las Granadinas de 2020
Las elecciones generales de San Vicente y las Granadinas de 2020 tuvieron lugar el 5 de noviembre del mencionado año con el objetivo de renovar los 15 escaños electos de la Cámara de la Asamblea, a los que luego se sumaron los seis senadores designados, el Fiscal General y el portavoz, configurando el Parlamento unicameral para el período 2020-2025. Se trató de las décimas elecciones desde la independencia del país caribeño en 1979, así como las decimoctavas elecciones bajo sufragio universal en la historia del archipiélago.
El gobierno del primer ministro Ralph Gonsalves, del Partido de la Unidad Laborista (ULP), buscó un inédito quinto mandato en el poder. El opositor Nuevo Partido Democrático (NDP) concurrió liderado por Godwin Friday, el cual había reemplazado en 2016 al ex primer ministro Arnhim Eustace como líder de la Oposición y del partido después de dieciséis años. La elección tuvo lugar en el marco de la pandemia de COVID-19, y aunque en el país no se habían producido muertes y no se habían reportado demasiados casos, el archipiélago enfrentó dificultades económicas fruto de su economía dependiente del turismo, industria fuertemente afectada por las restricciones globales implementadas a raíz de la pandemia. Más de 400 empresas operativas en el país cerraron sus actividades.
El oficialismo centró su campaña en defender su gestión de diecinueve años en el poder y mantuvo un tono nacionalista, cuestionando que a la oposición como controlados por «agentes extranjeros», en particular por el apoyo del NDP a la ciudadanía por inversión implementada en otros países del Caribe anglófono. La oposición, por su parte, se centró en criticar el alto desempleo (de un 30% en el momento de los comicios) y el manejo del gobierno del colapso económico, junto con lo que denunciaron como políticas de amiguismo y corrupción.
En los comicios el NDP resultó el partido más votado con un 50,33% de los votos contra el 49,59% del ULP, la primera vez desde 1994 que el NDP era la formación más votada a nivel nacional y la primera vez desde su fundación que el ULP no obtenía la mayoría del voto popular. Sin embargo, debido al sistema electoral uninominal y una serie de triunfos muy estrechos para el ULP, las elecciones vieron al partido gobernante obtener la victoria con 9 de los 15 escaños electos contra 6 del NDP, lo que le costó a la oposición el escaño de North Leeward (que perdieron por un margen de solo siete votos). La oposición solicitó un recuento que confirmó la victoria del ULP, pero por un margen de un solo voto y en medio de crecientes cuestionamientos a la transparencia electoral. La participación electoral fue del 66,95% del electorado registrado. Con este escenario, Gonsalves fue reelegido para un inédito quinto mandato como primer ministro, Friday se mantuvo como líder de la Oposición.

## Contexto
Las elecciones generales de 2015 dieron al socialista Partido de la Unidad Laborista, liderado por el primer ministro Ralph Gonsalves, una cuarta victoria consecutiva, obteniendo el 52,28% de los votos y ocho de los quince escaños parlamentarios sobre el 47,67% del Nuevo Partido Democrático, que obtuvo los siete escaños restantes. La nueva derrota implicó la renuncia del ex primer ministro Arnhim Eustace, al cargo de líder del NDP y líder de la Oposición después de dieciséis años al frente del partido. Fue sucedido a principios de 2016 por Godwin Friday, parlamentario por Northern Grenadines. El cuarto mandato de Gonsalves vio el avance del proyecto para deshacerse de varios vestigios institucionales de la era colonial británica. En 2016 se aprobó una enmienda que eliminaba el juramento de lealtad a la Reina para los funcionarios públicos, aunque tras una visita de Carlos de Gales al país en 2019, Gonsalves declaró que no tenía intención de reactivar el proceso de abolir la monarquía, fracasado en referéndum en 2009.
El período previo a las elecciones estuvo marcado por la irrupción global de la pandemia de COVID-19, lo que motivó la implementación de algunas restricciones a la movilidad y la cancelación de algunos eventos importantes (como el carnaval anual Vincy Mas) para evitar la propagación. San Vicente y las Granadinas, por entonces, ya enfrentaba simultáneamente una epidemia de dengue, considerada como una de las peores de su historia. Aunque solo se reportaron unos pocos casos de COVID-19 en el país y su condición de nación insular relativamente aislada impidió que el virus se generalizara, llegando al final del año sin que se hubieran producido muertes, la pandemia impactó severamente la economía del archipiélago, muy dependiente de la industria turística, la cual colapsó en todo el mundo debido a las restricciones generalizadas. Unas 400 empresas privadas con operaciones en el país cerraron sus actividades en los primeros meses de 2020, lo que provocó un disparo en el desempleo a un 30%.
Gonsalves había anticipado antes de la pandemia que las elecciones tendrían lugar a finales de 2020, a pesar de que la fecha constitucional más tardía en la que podían realizarse era en marzo de 2021. A pesar de la pandemia, efectivamente los comicios se organizaron para noviembre de 2020.

## Sistema electoral
| Mapa                   | Circunscripción      | Parlamentarios (2015) | Parlamentarios (2015) | Parlamentarios (2015) |
| ---------------------- | -------------------- | --------------------- | --------------------- | --------------------- |
|                        | North Windward       | Montgomery Daniel     |                       | ULP                   |
| North Central Windward | Ralph Gonsalves      |                       | ULP                   |                       |
| South Central Windward | Saboto Caesar        |                       | ULP                   |                       |
| South Windward         | Frederick Stephenson |                       | ULP                   |                       |
| Marriaqua              | St. Clair Prince     |                       | ULP                   |                       |
| East Saint George      | Camillo Gonsalves    |                       | ULP                   |                       |
| West Saint George      | Cecil McKie          |                       | ULP                   |                       |
| East Kingstown         | Arnhim Eustace       |                       | NDP                   |                       |
| Central Kingstown      | St. Clair Leacock    |                       | NDP                   |                       |
| West Kingstown         | Daniel Cummings      |                       | NDP                   |                       |
| South Leeward          | Nigel Stephenson     |                       | NDP                   |                       |
| Central Leeward        | Louis Straker        |                       | ULP                   |                       |
| North Leeward          | Roland Matthews      |                       | NDP                   |                       |
| Northern Grenadines    | Godwin Friday        |                       | NDP                   |                       |
| Southern Grenadines    | Terrance Ollivierre  |                       | NDP                   |                       |

Los comicios se realizaron bajo el texto constitucional sancionado en 1979 con las reformas de 1990, así como con la Ley de Representación del Pueblo de 1982 con las reformas de 2009. Bajo las normativas vigentes, San Vicente y las Granadinas es una monarquía constitucional dentro de la Mancomunidad de Naciones, por lo que mantiene al monarca del Reino Unido (en ese momento Isabel II) como jefe de Estado ceremonial, representado localmente por un Gobernador General, mientras que el gobierno es ejercido efectivamente por un gabinete encabezado por un primer ministro, responsable ante el Parlamento electo. El Parlamento sanvicentino está basado en el sistema Westminster, aunque con características locales. La Cámara de la Asamblea, cuerpo legislativo unicameral, se compone por 23 escaños (15 electos y 8 designados) renovados cada un mandato máximo de cinco años, pudiendo ser disuelto para realizarse elecciones anticipadas durante el período.
Los quince escaños electos de la Cámara serían elegidos por medio de escrutinio mayoritario uninominal. A tal fin, la isla de San Vicente está dividida en trece circunscripciones, mientras que el archipiélago de las Granadinas se divide en dos. Cada una de estas circunscripciones está representada por un miembro del Parlamento, elegido por voto popular y directo a simple mayoría de votos. Todos los ciudadanos de la Mancomunidad de Naciones con domicilio o residencia habitual en el país durante un período de al menos doce meses antes de la realización de las elecciones mayores de dieciocho años podrían registrarse para votar, quedando imposibilitados de hacerlo los que fueran declarados mentalmente insanos, tengan una quiebra sin liquidar, pesara sobre ellos una condena judicial superior a doce meses o debieran lealtad a un Estado extranjero. El voto no es obligatorio. Todos los electores en pleno uso de sus derechos mayores de veintiún años y que supieran hablar y leer con fluidez el idioma inglés pueden presentarse como candidatos, con la excepción de los jueces en ejercicio de la Corte Suprema, los servidores públicos, las personas que sean parte interesada en un contrato gubernamental, los miembros de las fuerzas armadas o policiales o los ministros de un culto religioso. Para acreditar su candidatura, un postulante debe presentar el aval de seis electores de la circunscripción que planea disputar y un depósito monetario de EC$500, el cual le será reembolsado si logra superar un octavo (12,5%) de los votos válidamente emitidos en la circunscripción. Caso contrario, el depósito será entregado al Estado.
El partido político o grupo de parlamentarios que logre sumar una mayoría de miembros electos en la Cámara de la Asamblea (ocho o más) adquiere el derecho a formar gobierno y su líder es nombrado primer ministro. Mientras tanto, el líder del bloque de parlamentarios más grande que no forme parte del gobierno (de haber uno) es designado líder de la Oposición. Después, el Gobernador General designa otros seis miembros de la Cámara, que reciben el nombre de «Senadores». Aunque basados en los integrantes de otros Senados del sistema Westminster, los senadores no constituyen una cámara alta separada. De estos escaños, cuatro son ocupados por miembros designados por consejo del primer ministro, mientras que otros dos son designados por consejo del líder de la Oposición. Los requisitos para ser designado senador son los mismos, con la diferencia de que los ministros de un culto religioso (que no están habilitados para presentarse como candidatos en las elecciones a la Cámara) sí pueden ser designados senadores. El Fiscal General y el portavoz parlamentario (elegido por sus miembros en consulta con el líder de la Oposición) son a su vez miembros ex officio del Parlamento.

## Partidos participantes

### Partido de la Unidad Laborista

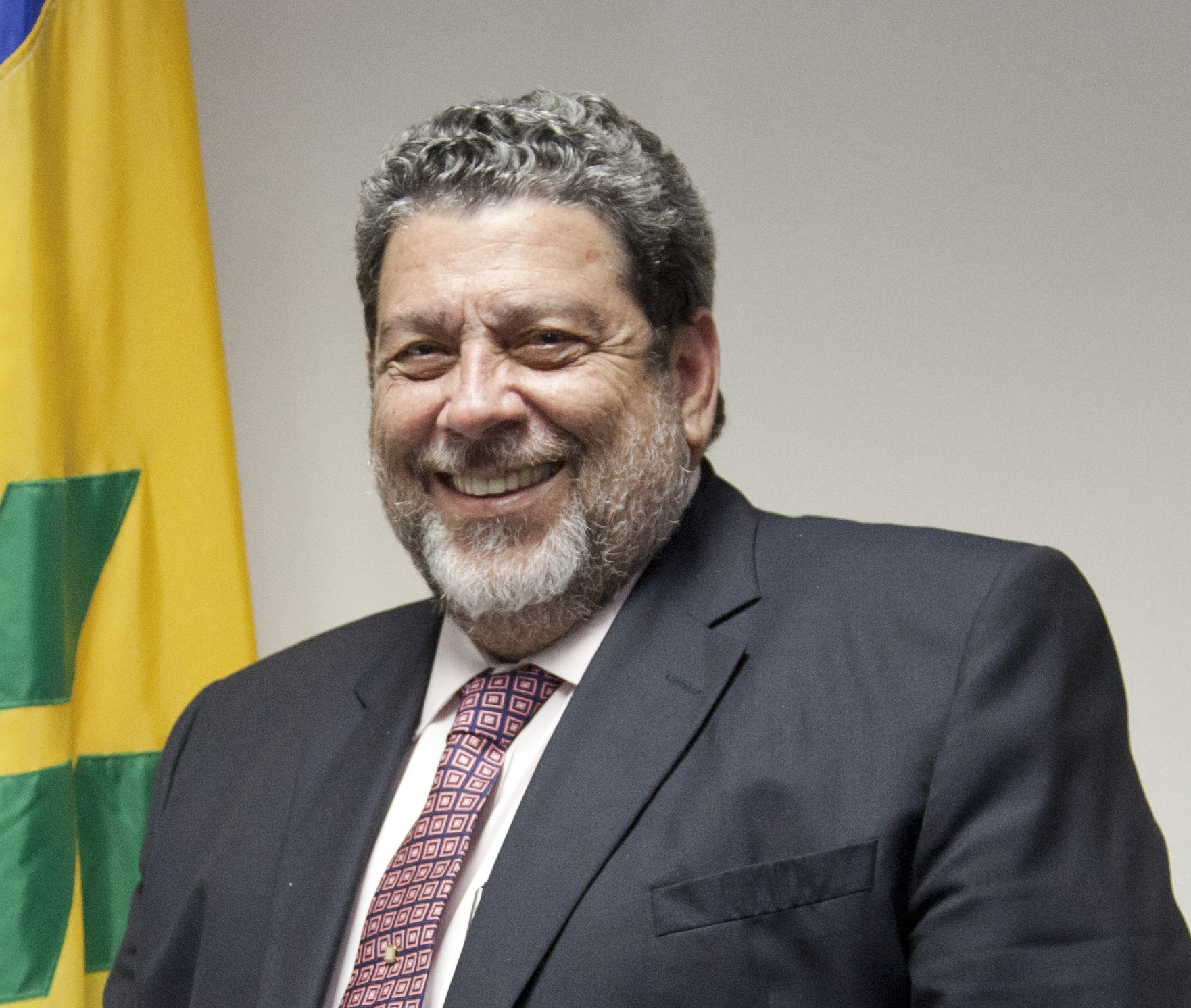
Ralph Gonsalves lideró al ULP por quinta vez consecutiva.

Ralph Gonsalves, líder político del Partido de la Unidad Laborista (ULP) desde 1998 y primer ministro de San Vicente y las Granadinas desde 2001, fue ratificado en su puesto de liderazgo y anunciado como candidato para liderar al ULP en la búsqueda de un quinto mandato en el poder el 9 de diciembre de 2018, en una reunión a puertas cerradas de la vigesimotercera Convención Anual del Partido, realizada en la Escuela Secundaria Campden Park. Louis Straker fue reelegido como líder adjunto, Edwin Snagg como presidente y Rochelle Forde como vicepresidenta. Todas las candidaturas fueron aprobadas sin oposición. Aunque hubo algunas discusiones en torno a la posibilidad de que Gonsalves se retirara y las distintas alternativas para una transición de liderazgo, la directiva del ULP descartó que esto fuera a ocurrir en lo inmediato. Durante la ceremonia de la Convención, Edwin Snagg dio un encendido discurso a favor de una nueva candidatura de Gonsalves a primer ministro, defendiendo el historial de gestión del ULP y criticando al NDP por sus ataques contra el gobierno, afirmando que las siguientes elecciones serían una «batalla del bien contra el mal».
El ULP celebró su vigesimocuarta Convención Anual, la última antes de las elecciones, el 12 de enero de 2020 bajo el lema «El ULP ganando nuevamente por SVG». La Convención ratificó a cuatro candidatos nuevos: Orlando Brewster en Central Leeward, Mineva Glasgow en South Leeward, Dominic Sutherland en Central Kingstown y Curtis King en West St. George. Aunque constitucionalmente las elecciones se podrían haber pospuesto hasta marzo de 2021, ya se sabía que esa sería la última Convención Anual del Partido antes de los siguientes comicios. Durante la Convención, Gonsalves dio un discurso en el que señaló los objetivos a cumplir por su gestión en un eventual quinto mandato: expandir Port Kingstown, una nueva ciudad en Arnos Vale, un hospital de referencia para pacientes agudos y los numerosos proyectos hoteleros. La directiva del ULP enfatizó que el NDP daría marcha atrás a esos proyectos si ganaba las elecciones y llamó a la población a «no cometer el error» de volver a elegir al partido opositor, convocando a la población a lograr una nueva victoria e impedir que «se fraccione el país».

### Nuevo Partido Democrático
Después de las elecciones de 2015, en las que el Nuevo Partido Democrático (NDP) sufrió su cuarta derrota consecutiva a pesar de perder por solo un escaño, el ex primer ministro Arnhim Eustace anunció que se retiraría después de dieciséis años al frente de la formación y quince como líder de la Oposición. Eustace justificó su decisión en la necesidad de renovar al partido. En noviembre de 2016, Eustace dimitió de su puesto parlamentario, dejando interinamente en el cargo a Godwin Friday, parlamentario por Northern Grenadines. Se trató del primer retiro del líder de un partido político en San Vicente y las Granadinas desde el retiro de James Fitz-Allen Mitchell a favor del propio Eustace en el año 2000.
Friday confirmó que buscaría convertirse en líder político definitivo del partido en su siguiente Convención, a tener lugar en febrero de 2017. Fue efectivamente ratificado en el cargo sin oposición. La convención tuvo lugar el 12 de febrero y se renovaron la totalidad de las autoridades. Daniel Cummings fue elegido presidente del partido, Roland Matthews y St. Clair Leacock fueron elegidos como vicepresidentes, Tyrone James como secretario general, Margaret London como secretaria adjunta, Bernard Mills como tesorero y Lavern King como responsable de relaciones públicas.
El período previo a las elecciones de 2020 vio una serie de jubilaciones en candidaturas parlamentarias. Además de su retiro como líder del NDP, Eustace decidió no presentarse a la reelección en su circunscripción en East Kingstown (circunscripción que había ocupado desde 1998 y el único bastión del partido en la Isla de San Vicente que el ULP nunca había ganado). Asimismo, el partido presentó nuevas candidaturas para varios escaños en ese momento ocupados por el NDP.

### Otras formaciones políticas
El margen de maniobra para los terceros partidos fue mucho más reducido que en las elecciones anteriores, y un grupo de estos decidió no disputar las elecciones. Dos partidos nuevos habían sido fundados durante la legislatura saliente: el Partido SVG en 2018 y el Partido Progresista Unido el 2 de enero de 2020. Ambos comenzaron el proceso para organizarse de cara a los comicios, pero finalizaron sus campañas el día de la nominación. Anesia Baptiste, lideresa del Partido Republicano Democrático, fuerza de derecha cristiana, anunció que renunciaba el 9 de octubre, citando su decisión de dedicarse a la iglesia. El partido se disolvió. Con este escenario, el Partido Verde de San Vicente y las Granadinas, encabezado por Ivan O'Neal, terminó siendo el único tercer partido en condiciones de disputar las elecciones.

## Nominación de candidatos
La nominación de candidatos tuvo lugar el 20 de octubre. El Partido de la Unidad Laborista y el Nuevo Partido Democrático fueron los únicos partidos que presentaron candidaturas en todas las circunscripciones. El Partido Verde de San Vicente y las Granadinas, liderado por Ivan O'Neal, disputó las circunscripciones de North Central Windward y East Saint George, mientras que Asordo Bennett (antiguamente miembro del ULP) se postuló como independiente en la circunscripción de South Leeward.
| Circunscripción        | ULP                  | NDP                       | GP            | Independiente  |
| ---------------------- | -------------------- | ------------------------- | ------------- | -------------- |
| North Windward         | Montgomery Daniel    | Shevern John              |               |                |
| North Central Windward | Ralph Gonsalves      | Chieftain Neptune         | Kadmiel McFee |                |
| South Central Windward | Saboto Caesar        | Israel Bruce              |               |                |
| South Windward         | Frederick Stephenson | Noel Dickson              |               |                |
| Marriaqua              | St. Clair Prince     | Bernard Wylie             |               |                |
| East Saint George      | Camillo Gonsalves    | Laverne Gibson-Velox      | Ivan O'Neal   |                |
| West Saint George      | Curtis King          | Kay Bacchus-Baptiste      |               |                |
| East Kingstown         | Luke Brown           | Dwight Fitzgerald Bramble |               |                |
| Central Kingstown      | Dominic Sutherland   | Clair Leacock             |               |                |
| West Kingstown         | Deborah Charles      | Daniel Cummings           |               |                |
| South Leeward          | Minerva Glasgow      | Nigel Stephenson          |               | Asordo Bennett |
| Central Leeward        | Orlando Brewster     | Benjamin Exeter           |               |                |
| North Leeward          | Carlos James         | Roland Mathews            |               |                |
| Northern Grenadines    | Carlos Williams      | Godwin Friday             |               |                |
| Southern Grenadines    | Edwin Snagg          | Terrance Ollivierre       |               |                |

## Campaña
El Partido de la Unidad Laborista defendió su historial de gobierno y basó su discurso en el nacionalismo económico, denunciando a la oposición como manipulada por intereses extranjeros. Gonsalves buscó un quinto mandato récord en el poder, autodenominándose un "General de 5 estrellas". Gonsalves señaló al Aeropuerto Internacional de Argyle y al Aeropuerto de Canouan como ejemplos del historial del partido en la mejora de infraestructuras. Criticó al NDP por apoyar un sistema de ciudadanía por inversión (CBI, por sus siglas en inglés), y más tarde alegó que estrategas extranjeros estaban dirigiendo la campaña del NDP y espiando al ULP. En contraste con las «influencias extranjeras» del NDP, Gonsalves enfatizó que el manifiesto del ULP «proviene de las entrañas del pueblo de este país», declarando que nuevas inversiones extranjeras en hoteles y aeropuertos permitirían que San Vicente y las Granadinas siguiera siendo el único país de la Organización de Estados del Caribe Oriental sin un programa CBI. El hijo de Gonsalves, Camillo, parlamentario titular de East St. George, criticó al NDP por nominar a un emigrante retornado como Fitzgerald Bramble, en lugar de alguien que haya estado viviendo en el país más recientemente.
El Nuevo Partido Democrático centró su campaña en criticar la corrupción y abogar por el cambio político. Godwin Friday, criticó el amiguismo del ULP y su incapacidad para mejorar el país durante sus 19 años en el poder: mientras que los líderes del ULP se beneficiaban de los proyectos del gobierno, el ciudadano promedio enfrentaba un aumento en el costo de vida y una tasa de desempleo superior al 30 por ciento. Esta situación llevó a muchos jóvenes de San Vicente a emigrar, dificultando aún más el desarrollo. Para combatir esto, Friday propuso varios incentivos, como disminuir la tasa nacional del IVA y la tasa de interés de los préstamos estudiantiles, así como reformar el sistema de aduanas en los puertos. También propuso un aumento en el estipendio mínimo para los trabajadores del servicio nacional. Mientras que el NDP había estado abogando desde 2016 para que el país cambiara su reconocimiento de Taiwán a la República Popular China, el partido moderó su postura después de reunirse con vicentinos que estudiaban en Taiwán con becas. En cambio, el partido indicó que mantendría los lazos con Taiwán a cambio de una mayor inversión en el archipiélago.
Shevern John, candidata del NDP en la circunscripción de North Windward, solicitó una licencia en su empleo como maestra para presentarse a las elecciones, un beneficio especificado en el acuerdo de negociación colectiva entre el Sindicato de Maestros de San Vicente y las Granadinas (SVGTU) y la Comisión de Servicio Público, pero le fue denegado y se vio obligada a renunciar, una situación que ya se había visto en 2010 cuando tres maestros habían buscado una candidatura del NDP. El SVGTU buscó y logró un fallo judicial a favor de los maestros, pero la Comisión de Servicio Público nunca los reincorporó.
El Partido Verde de San Vicente y las Granadinas, único tercer partido en contienda, criticó tanto al ULP como al NDP por su excesiva dependencia de la industria del turismo. El partido prometió educación universitaria gratuita e internet inalámbrico para todos los ciudadanos. Además, el GP propuso iniciativas de economía verde para fomentar un crecimiento económico más sostenible y ofrecer mejores empleos a la población local. La financiación inicial para estas iniciativas provendría de la eliminación de vacíos legales como la "Ley de Mustique", que otorgaba a los residentes (en su mayoría extranjeros) de Mustique exenciones de impuestos y aranceles aduaneros. Dado que solo disputaba dos escaños, el GP declaró que su intención era impedir que el ULP o el NDP lograran una mayoría y luego negociar un gobierno de coalición.

## Resultados

### Nivel general
Las elecciones resultaron en una nueva victoria para el Partido de la Unidad Laborista (ULP) con el 49,59% de los votos, revalidando su mayoría absoluta con 9 de los 15 escaños electos, y garantizando la reelección de Ralph Gonsalves para un quinto mandato consecutivo, inédito en la historia de San Vicente y las Granadinas. Sin embargo, el Nuevo Partido Democrático (NDP) obtuvo el 50,33% de los votos, la primera vez desde 1994 en la que el ULP no obtuvo la mayor cantidad de votos y la primera vez desde 1998. A pesar del retroceso en términos de voto popular, el ULP logró ganar un escaño extra al arrebatar por un margen de solo 7 votos el escaño de North Leeward al NDP. El candidato del NDP para North Leeward, Roland "Patel" Matthews, solicitó un recuento. Algunas papeletas de ambos lados fueron rechazadas en el recuento; el recuento final mostró que el ULP ganó por 1 voto. Todos los demás escaños fueron retenidos por el partido que los controlaba antes de la elección.
La clave de la victoria del ULP se concentró en una serie de victorias estrechas en el norte y oriente de la isla de San Vicente, no imponiéndose por un margen superior al 55% de los votos en siete de las nueve circunscripciones que ganó. El NDP, por su parte, se impuso por amplio margen en las áreas urbanas, imponiéndose en las tres circunscripciones de Kingstown, la capital, y arrasó en las dos circunscripciones de las Granadinas, sus dos principales bastiones, con más del 75% de los votos. El triunfo en distritos en general más poblados y la concentración de votos por victorias contundentes en sus bastiones tradicionales explicaron el hecho de que el NDP obtuviera más votos que el ULP a pesar de recibir menos escaños.
El Mecanismo Nacional de Seguimiento y Consulta (NMCM), un observador electoral nacional, consideró que las elecciones fueron libres y justas en general. Esto fue corroborado por una misión de observación de Comunidad del Caribe (CARICOM). Gonsalves prestó juramento para su quinto mandato el 7 de noviembre de 2020, y Montgomery Daniel asumió el cargo de vice primer ministro. La Gobernadora General Susan Dougan felicitó a Gonsalves por su victoria récord y le recordó que debía "crear una estructura para sanar" la sociedad después de las elecciones, teniendo la mano a los partidarios de la oposición y a los suyos propios.
|  | 50.33 % |

|  | 49.59 % |

|  | 0.05 % |

|  | 0.03 % |

|  | 99.51 % |

|  | 0.49 % |

|  | 100.00 % |

|  | 66.95 % |

### Resultados por circunscripción
|  | 50.59 % |

|  | 49.41 % |

|  | 99.70 % |

|  | 0.30 % |

|  | 100.00 % |

|  | 76.84 % |

|  | 76.22 % |

|  | 23.59 % |

|  | 0.19 % |

|  | 99.71 % |

|  | 0.29 % |

|  | 100.00 % |

|  | 66.53 % |

|  | 52.69 % |

|  | 47.31 % |

|  | 99.69 % |

|  | 0.31 % |

|  | 100.00 % |

|  | 70.18 % |

|  | 52.69 % |

|  | 47.31 % |

|  | 99.49 % |

|  | 0.51 % |

|  | 100.00 % |

|  | 61.34 % |

|  | 53.90 % |

|  | 46.10 % |

|  | 99.71 % |

|  | 0.29 % |

|  | 100.00 % |

|  | 66.81 % |

|  | 51.54 % |

|  | 47.99 % |

|  | 0.47 % |

|  | 99.03 % |

|  | 0.97 % |

|  | 100.00 % |

|  | 64.57 % |

|  | 53.71 % |

|  | 46.29 % |

|  | 99.43 % |

|  | 0.57 % |

|  | 100.00 % |

|  | 64.56 % |

|  | 52.54 % |

|  | 47.46 % |

|  | 99.71 % |

|  | 0.29 % |

|  | 100.00 % |

|  | 68.04 % |

|  | 57.35 % |

|  | 42.65 % |

|  | 99.61 % |

|  | 0.39 % |

|  | 100.00 % |

|  | 63.28 % |

|  | 58.36 % |

|  | 41.64 % |

|  | 99.58 % |

|  | 0.42 % |

|  | 100.00 % |

|  | 62.69 % |

|  | 54.51 % |

|  | 45.20 % |

|  | 0.29 % |

|  | 99.54 % |

|  | 0.46 % |

|  | 100.00 % |

|  | 66.97 % |

|  | 55.13 % |

|  | 44.87 % |

|  | 99.57 % |

|  | 0.43 % |

|  | 100.00 % |

|  | 73.00 % |

|  | 50.01 % |

|  | 49.99 % |

|  | 99.15 % |

|  | 0.85 % |

|  | 100.00 % |

|  | 74.09 % |

|  | 82.24 % |

|  | 17.76 % |

|  | 99.58 % |

|  | 0.42 % |

|  | 100.00 % |

|  | 61.87 % |

|  | 75.39 % |

|  | 24.61 % |

|  | 99.44 % |

|  | 0.56 % |

|  | 100.00 % |

|  | 77.95 % |